# Lukijan Pantelić
Lukijan (civilno Vojislav Pantelić; Mol kod Ade, 19. kolovoza 1950.) metropolit je budimski i upravitelj Eparhije temišvarske. Bivši je episkop u Segedinu (1999. – 2002.), episkop slavonski (1985. – 1999.) i vikarni episkop moravski (1984. – 1985.).

## Životopis
Rođen je 19. kolovoza 1950. godine u bačkom selu Mol kod Ade. Roditelji su mu Milan i Zagorka rođ. Sivčev. Osmogodišnju školu završio je u svom selu, a gimnaziju u Senti. Najprije je studirao pravne znanosti, a zatim diplomirao na Bogoslovskom fakultetu u Beogradu (1980.). Pohađao je poslijediplomski studij na Institutu za istočne crkve u Regensburgu u Njemačkoj, a zatim u Exeteru u Engleskoj.
Episkop šumadijski Sava Vuković zamonašio ga je 1979. u manastiru Divostin, a za jeromonaha ga zamonašio u manastiru Svete Melanije u Zrenjaninu (1981.). Bio je župnik u samostanskoj župi Divostin-Poskurica.

## Biskupstvo
Na redovnom zasjedanju Svetog arhijerejskog sabora (1984.) izabran je za vikarnog episkopa moravičkog, pomoćnika patrijarha srpskog. Zaređen je u Sabornoj crkvi u Beogradu 1. srpnja 1984. od patrijarha srpskog Germana, episkopa šumadijskog Save Vukovića i niškog Irineja Gavrilovića.
Od 1985. bio je na episkop Eparhije slavonske u Pakracu, odakle s povukao 1991. godidne.
Na početku Domovinskoga rata izjavio je:
„Sada ćemo opet uzeti Stari zavjet u kome piše oko za oko, zub za zub, mladić za mladića, a poslije Novi zavjet ko tebe kamenom ti njega hljebom.”
Zatim odlazi u Ameriku, gdje je bio episkop pomoćni mitropolitu Irineju Kovačeviću, a na Pravoslavnom bogoslovskom fakultetu u Libertyvilleu jednu akademsku godinu predavao je opću povijest kršćanske Crkve.
Upravu nad Temišvarskom episkopijom preuzeo je 1996. Tijekom 1999. godine izabran je novi slavonski episkop Sava (Jurić), a episkop Lukijan izabran je za episkopa "segedinskog" i nastavio je upravljati Temišvarskom eparhijom.
Nakon smrti Episkopa budimskog Danila (Krstića) postavljen je 2002. za budimskog biskupa i nastavio kao upravitelj upravljati Temišvarskom eparhijom.
Član je Udruženja književnika Srbije od 2017. godina.
Govori ruski, njemački, engleski, mađarski, rumunjski i grčki.
Dana 28. lipnja 2022. Aleksandar Vučić odlikovao ga je ordenom Karađorđeve zvijezde prvog stupnja. U ožujku 2023. odlikovao ga je rumunjski patrijarh Danilo.

### Članci
- Perić, Ratko. 1994. Mučna Zadaća. Crkva u svijetu. Sveučilište u Splitu - Katolički bogoslovni fakultet. Split. 29 (3): 299–303